# 彩雲艦上偵察機
彩雲艦上偵察機（日语：さいうんかんてい）是大日本帝國海軍在第二次世界大戰時期使用的艦載偵察機，亦為二戰時期日製艦載機中最快的機型，乃中島飛機的巔峰代表作。日本海軍內部代號為C6N，盟軍代號為Myrt。

## 歷史
彩雲最高速可達到650公里/小時和航程4,630公里，中島最初的研發代號N-50，是一架雙引擎、各1,000匹馬力的縱座式機體，機翼兩邊各一活塞引擎。但是2,000馬力級的譽型發動機研發成功後本設計被廢棄，改為當時常見的單引擎佈局。然而，初期該引擎輸出功率卻比預想中少（1600匹），為了達成相同目標，只好設計一種細長的低風阻機身，只比引擎直徑稍大。三位機員成縱列坐在同一座艙罩下。像中島早期的天山艦上攻擊機型魚雷機，垂直尾翼後沿前傾以遷就航空母艦升降機的尺寸。機翼採用小面積層流翼，由此帶來的降落速過高問題由動力翼端板條和富勒襟翼來解決。還有在主翼內設置八成的整合式燃料箱，可容納1,360升燃料，加裝730升外掛燃料箱時，最大航程可以超過5,000公里。

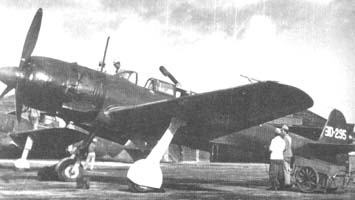
C6N-1S

該機首飛於1943年5月15日。最初使用離升1800馬力的譽一一型作為動力，但不僅速度方面的表現令人失望，其餘也有多項性能未達標。於是中島將原本安排在後續改良項目的儲備技術提前上馬，換裝了1990馬力的譽二一型，並在主翼設計上導入了層流翼技術，最終在機況良好且輕載的試作機上達到了639km/h的高速。雖然是艦載機，但是因為正式服役並量產的時間為1944年6月已是大戰後期，所以當時只剩少數航艦能完成更裝，所以多半作為陸基運用。該機的高速性能引證自一封有名的任務後電文：「我機身後沒有格魯曼（我ニ追イツクグラマン無シ）」。
總計生產了379架， 發動機連結四葉螺旋槳（生產時只有三葉螺旋槳的量產機），研發由中島的橫須賀海空兵工廠負責，代號C6N2彩雲、夜戰版代號C6N1-S。裝有傾斜式機砲佈局單門30mm（或雙門20mm）機砲和魚雷掛架的C6N1-B魚雷機型也同時推出。但是C6N1-B在日本航艦被摧毀殆盡後也毫無用武之地。之後美國可以直接轟炸日本本土後，戰局轉為急需夜戰機，促使中島研發C6N1-S夜戰型，移除一名機員位置以裝上20mm斜砲。C6N1-S還是受限於沒有空對空雷達而效能不彰，雖然相比其他日機擁有較快的速度，能躲過大部份的盟軍戰機追擊，但在獲得戰果之前，戰爭即告結束。
諷刺的是，雖有優秀的極速性能，C6N1卻是二戰結束前最後一架被擊落的飛機。五分鐘後，日本就投降了。

## 計劃發展型
- C6N1：有19架十七試驗艦偵安裝1,800匹馬力的NK9B譽一一型引擎（四葉螺旋槳），原本計劃生產型改裝NK9K譽二二型，但是NK9K譽二二型還在試驗中，只有真正生產型安裝NK9H譽二一型引擎（三葉螺旋槳）。
- C6N1-B：計劃改裝艦載魚雷機。
- C6N1-S：少量由C6N-1改裝而成的夜戰機，安裝雙門20mm九九式機炮（有一架安裝單門30mm五式機炮）。
- C6N2：一架實驗機換裝2,000匹馬力渦輪增壓器的NK9K-L Ru譽二四型引擎，同時加強自衛火力，武裝由一式機槍改為13mm二年式機槍。
- C6N3：計劃在C6N2型改裝為高空夜戰機，又稱C6N3-S，武裝都是同C6N1-S。
- C6N4：計劃安裝三菱重工業的MK9A Ru引擎，同時加強防彈設施，有一架未完成C6N1修改，加強機身和機翼結構來改裝成C6N4試驗機型，在改裝完成前戰爭結束了。
- C6N5：計劃在C6N3型改裝為多用途艦載機（魚雷/水平轟炸、俯衝轟炸和偵察機），由於愛知B7A流星艦上攻擊機的服役，後來就被中止。
- C6N6：由於缺乏鋁資源，所以計劃用全木造艦偵，但是被中止了。

## 規格 (C6N1)

### 一般規格
- 機員：3名
- 長度：11.00m
- 翼長：12.50m
- 高度：3.95m
- 翼面積：25.5m²
- 空重：2,968kg
- 全重：4,500kg
- 最大起飛重量：5,260kg
- 發動機：中島譽二一型18缸星型發動機，1,990hp

### 性能
- 極速：610km/h
- 航程：5,310km
- 升限：10,740m
- 爬升率：736m/min
- 翼負載：176kg/m²
- 馬力重量比：0.33kW/kg

### 武裝
- 後方7.92x57mm一式機槍

## 出現作品
- 松本零士漫畫《晴天365日》